# Stranje pri Škocjanu
Stranje pri Škocjanu je naselje v Občini Škocjan.